# 清宫玲
清宮玲（日语：／ Seimiya Rei */?，2003年8月1日—）是日本前偶像藝人，為女子偶像團體乃木坂46前成員，埼玉縣出身。2018年以乃木坂46四期生身分出道。2024年7月17日自乃木坂46畢業。

## 經歷
2018年8月19日，通過坂道共同徵選。12月2日，官網上公布個人簡歷。12月3日，於日本武道館舉辦的「乃木坂46四期生見面會」中首次公開亮相。
2019年5月7日，乃木坂46四期生部落格開設。以每日1名成員的方式輪流撰寫，清宮於5月13日開始，每隔12天撰寫一篇部落格。
2020年4月27日，清宮的個人官方部落格於乃木坂46官方網站正式開通。11月16日播出的《乃木坂工事中》，清宮在乃木坂46第26張單曲《我會喜歡上自己的》首次獲選為選拔成員。
2021年4月2日，開始在廣播節目《Belc呈獻 乃木坂46的跟乃木坂商量吧！》中與松尾美佑共同擔任主持人。
2022年3月，從高中畢業。之後沒有升讀大學，專注於乃木坂46的活動。4月至6月，擔任晨間生活節目《LOVE it!》（TBS）週一常規來賓。9月17日，宣布因身體不適而暫停部分團體活動。11月18日，電影《派遣死神事件帖 -月花奇譚-》上映，在劇中飾演女主角，同時也是首次出演電影。12月18日，在個人部落格上宣布全面恢復活動。
2023年8月1日，在20歲生日當天，開設個人Instagram帳號。
2024年1月9日，與岩本蓮加、黑見明香、林瑠奈、松尾美佑、一之瀨美空、岡本姬奈、川崎櫻在乃木神社一起舉行成人式。5月25日，在個人部落格中宣布將於乃木坂46第35單曲《機會平等》的活動結束後畢業，畢業時間預定於7月。7月15日，於「全國活動參加券限定 乃木坂46第35張單曲《機會平等》發售紀念線上迷你公演」中，和阪口珠美共同舉辦畢業典禮。7月17日，出演於乃木坂46官方YouTube頻道「乃木坂配信中」的直播節目「乃木坂46分TV」，正式從乃木坂46畢業。8月31日，清宮位於乃木坂46內的部落格正式關閉。

## 人物
- 家中三姐妹的次女[33]。
- 從五歲到小學四年級，在美國加州福斯特城生活了大約五年[34][35]。
- 在中學三年級時取得了實用英語技能檢定準1級[36]。在YouTube頻道「乃木坂配信中」中擁有名為《REI ENGLISH!!》的英語企劃[37][34]
- 中學時曾擔任學生會主席，畢業典禮上代表學生致詞[38]。

## 音樂作品
- 標註「★」符號表示該首歌曲有拍攝MV。

### 單曲
乃木坂46
|      | 發行日期      | 單曲名稱              | 參與歌曲名稱          | MV | 備註     |
| ---- | ------------- | --------------------- | --------------------- | -- | -------- |
| 23rd | 2019年5月29日 | Sing Out!             | 第四道光芒            | ★  | 出道作品 |
| 24th | 2019年9月4日  | 黎明來臨前無須逞強    | 給圖書館裡的你        | ★  |          |
| 25th | 2020年3月25日 | 幸福的保護色          | I see...              | ★  |          |
| 26th | 2021年1月27日 | 我會喜歡上自己的      | 我會喜歡上自己的      | ★  | 選拔     |
| 26th | 2021年1月27日 | 我會喜歡上自己的      | Wilderness world      | ★  |          |
| 26th | 2021年1月27日 | 我會喜歡上自己的      | Out of the blue       | ★  |          |
| 27th | 2021年6月9日  | 對不起Fingers crossed | 對不起Fingers crossed | ★  | 選拔     |
| 27th | 2021年6月9日  | 對不起Fingers crossed | 一切都是一場夢        | ★  |          |
| 27th | 2021年6月9日  | 對不起Fingers crossed | 燙口的洋甘菊茶        |    |          |
| 28th | 2021年9月22日 | 被你罵了              | 被你罵了              | ★  | 選拔     |
| 28th | 2021年9月22日 | 被你罵了              | 熟悉的陌生人          |    |          |
| 29th | 2022年3月23日 | Actually…             | Actually...           | ★  | 選拔     |
| 29th | 2022年3月23日 | Actually…             | 過度解讀              |    |          |
| 29th | 2022年3月23日 | Actually…             | 喜歡上了              |    |          |
| 30th | 2022年8月31日 | 喜歡是件搖滾的事！    | 喜歡是件搖滾的事！    | ★  | 選拔     |
| 30th | 2022年8月31日 | 喜歡是件搖滾的事！    | Jumping Joker Flash   | ★  |          |
| 32nd | 2023年3月29日 | 人們終將再度追夢      | 漣漪不復返            | ★  |          |
| 32nd | 2023年3月29日 | 人們終將再度追夢      | 我們的道別            | ★  |          |
| 33rd | 2023年8月23日 | 獨自一人的天堂        | 踩到了                | ★  |          |
| 34th | 2023年12月6日 | Monopoly              | 回憶無法止息          | ★  |          |
| 35th | 2024年4月10日 | 機會平等              | 車道側                | ★  |          |

其他
| 發行日期                                    | 單曲名稱       | 參與歌曲名稱 | MV | 備註         |
| ------------------------------------------- | -------------- | ------------ | -- | ------------ |
| 2020年6月17日（日本） 2020年6月24日（海外） | 世界中的鄰居啊 | —            | ★  | 下載限定歌曲 |

### 專輯
乃木坂46
|        | 發行日期       | 專輯名稱         | 參與歌曲名稱    | 備註   |
| ------ | -------------- | ---------------- | --------------- | ------ |
| 4th    | 2019年4月17日  | 直到此刻化成回憶 | 吻的手裏劍      |        |
| 精選輯 | 2021年12月15日 | Time flies       | 最後的Tight Hug | 主打曲 |

## 演出

### 電影
- 派遣死神事件帖 -月花奇譚-（2022年11月18日，東映）：飾演 Hana（女主角）[39][40]
- 幸福這種東西，要了幹嘛（しあわせなんて、なければいいのに。；2024年5月17日，Lemino）：飾演 黃月[41][42]

### 網絡劇
- 遇見猴子（2020年4月10日－18日，dTV（日语：dTV (NTTドコモ)））：飾演 [43][44]
- 夢中機場（2022年4月16日－5月8日直播，線上劇場ZA）：飾演 機務人員 足立[45][46]

### 電視節目
- LOVE it!（日语：ラヴィット!）（2022年4月18日－6月27日，TBS）- 月值常規出演／週一[47][48]

### 廣播
- Belc呈獻 乃木坂46的跟乃木坂商量吧！（日语：ベルク presents 乃木坂46の乃木坂に相談だ!）（2021年4月2日－2024年7月12日，FM東京）- 主持人[49][50][51]

### 舞台劇
- 3年B組皆川老師〜2.5時幻目〜（2021年6月17日－7月4日，本多劇場）[52][53]
- 鴨川荷爾摩，once more（2024年4月12日－29日，日光劇場／5月3日－4日，Sankei Hall Breeze）：飾演 楠木文（楠木ふみ）[54][55]

### 廣告
- 日本華特迪士尼公司 迪士尼★JCB信用卡
  - 「你就是我的伙伴啦。」篇（2022年11月8日－）- 與遠藤櫻共演[56][57]
  - 「一起來、抓住夢想！」篇（2023年7月11日－）- 與遠藤櫻共演[58][59]

## 外部連結
- 清宫玲的Instagram帳戶（2023年8月1日－）（日語）

乃木坂46時期
- 乃木坂46個人介紹頁（日語）
- 清宮玲 官方部落格 - 乃木坂46官方網站（2020年4月27日－2024年8月31日）（日語）

- 清宮 玲（乃木坂46）的SHOWROOM專頁（页面存档备份，存于）（日語）